# میکائلا آبام
میکائلا آبام (انگلیسی: Michaela Abam؛ زادهٔ ۱۲ ژوئن ۱۹۹۷) بازیکن فوتبال در پست مهاجم اهل ایالات متحده آمریکا-کامرون است.

## باشگاهی
از باشگاه‌هایی که در آن بازی کرده‌است می‌توان به اسکای بلو اف‌سی اشاره کرد.

## تیم ملی
وی همچنین در تیم‌های ملی فوتبال United States women's national under-17 soccer team و زنان کامرون بازی کرده‌است.